# Honras de Parente
Honras de Parente, de seu nome completo Honras e Título de Parente da Casa Real, é a mais alta dignidade da Nobreza Portuguesa. Esta distinção da mais alta grandeza, outorgada por especial mercê da Coroa Portuguesa, era reservada a chefes de linhagens com sangue real, por descenderem por via legítima ou ilegítima da Família Real ou, de forma honorífica, para honrar feitos de excepcional relevância para a Coroa ou o Reino.
Os titulares com Honras de Parente designam-se por Duques-Parentes, Marqueses-Parentes e Condes-Parentes e têm precedência sobre os demais Grandes do Reino, figurando na hierarquia nobiliárquica logo atrás dos Príncipes e Infantes da Casa Real. 
Os títulos com Honras de Parente podem ser natos ou acrescentados, consoante a dignidade tenha sido outorgada originariamente aquando da criação do título ou posteriormente por nova mercê régia. Tal como os títulos, as Honras de Parente podiam ser concedidas em vida ou de juro e herdade. No total foram outorgados 32 títulos com Honras de Parente: 8 Ducados, 8 Marquesados e 16 Condados.

## História
O 1.º título a ser engrandecido com Honras de Parente foi o de Conde de Barcelos, o 1.º título nobiliárquico de natureza territorial a ser outorgado em Portugal, criado em 1298 pelo Rei D. Dinis I em favor de D. João Afonso Teles de Meneses, 4.º Senhor de Albuquerque. O título veio depois a reverter para D. Nuno Álvares Pereira e daí para a Casa de Bragança.
A maioria dos Ducados com Honras de Parente pertenciam a famílias próximas da Coroa, constituindo ramos colaterais da Casa Real ou da Casa de Bragança. O Duque de Bragança e o Duque de Aveiro descendiam diretamente da Casa Real mediante filhos ilegítimos, respectivamente, dos Reis D. João I e D. João II. O título de Duque de Guimarães, que integrava a Casa de Bragança, estava destinado a formar uma nova Casa Ducal em 1535 através do casamento entre o Infante D. Duarte de Portugal, 4.º Duque de Guimarães, filho do Rei D. Manuel I, e D. Isabel de Bragança, Duquesa de Guimarães, filha do 4.º Duque de Bragança, D. Jaime I. O casal teve 3 filhos, dos quais 1 único filho varão, D. Duarte de Portugal, 5.º Duque de Guimarães, que morreu solteiro, revertendo o título de Duque de Guimarães novamente para a Casa de Bragança.
O Duque de Caminha pertencia à ilustríssima família dos Noronhas, Marqueses de Vila Real, que tinham sangue real tanto de Portugal como de Castela. O título de Duque de Cadaval é pertença da família Álvares Pereira de Melo, um ramo colateral da Casa de Bragança. O título de Duque de Lafões foi destinado à descendência do Infante D. Miguel de Bragança, filho ilegítimo do Rei D. Pedro II, criando assim uma nova Casa Ducal com Honras de Parente.
Com uma ligação à Coroa muito mais remota que os anteriores Duques-Parentes, os títulos de Duque da Terceira e Duque de Saldanha foram atribuídos a Marechais vitoriosos das Guerras Liberais, como recompensa pelos feitos excepcionais à Coroa e ao Reino na implementação do regime liberal.

## Estatuto
No seio da Grandeza os títulos com Honras de Parente integravam uma classe especial acima dos demais títulos com Grandeza, dando uma preeminência adicional a estes titulares com uma ligação mais próxima à Coroa e outorgando-lhes um lugar na hierarquia nobiliárquica logo após os títulos privativos da Casa Real.
Os fidalgos com Honras e Título de Parente da Casa Real tinham diversos privilégios exclusivos que os distinguiam dos restantes Grandes do Reino. Entre os principais privilégios contavam-se:
- Terem o título de Duque-Parente, Marquês-Parente ou Conde-Parente;
- Terem maior assentamento e precedência sobre todos os demais Grandes do Reino;
- Da mercê deste título é passado Alvará e aos seus titulares é outorgada Carta Régia;[9]
- Terem o tratamento de tio, sobrinho ou primo de El-Rei, como era estilo;
- Os seus lacaios usarem chapéu armado agaloado de prata como os da Casa Real, como era costume;
- Os seus lacaios usarem farda verde como os da Casa de Bragança, como era estilo;
- Estando fora da Corte serem citados por carta da Câmara para causa nova.[10]

## Títulos
No total foram outorgados 32 títulos com Honras de Parente: 8 Ducados, 8 Marquesados e 16 Condados.
| Títulos com Honras de Parente  |                                  |                                           | |                                      |                |                                                                |               |
| Brasão                         | Título                           | Criação                                   | 1º Titular | Honras                               | Sucessão       | Representante                                                  | R             |
| Ducados                        |                                  |                                           | |                                      |                |                                                                |               |
|                                | Duque de Bragança                | Regente D. Pedro 30 de Dezembro de 1442   | D. Afonso, 8.º Conde de Barcelos                                                                               | nato                                 | juro e herdade | D. Duarte Pio de Bragança                                      | [ 11 ]        |
|                                | Duque de Guimarães               | D. Afonso V 23 de Novembro de 1470        | D. Fernando, depois 3.º Duque de Bragança                                                                      | D. João III 23 de Agosto de 1536     | juro e herdade | D. Afonso de Santa Maria de Bragança                           | [ 12 ] [ 13 ] |
|                                | Duque de Aveiro                  | D. João III 31 de Dezembro de 1535        | D. João de Lencastre, 1.º Marquês de Torres Novas                                                              | nato                                 | juro e herdade | extinto (1759)                                                 | [ 14 ]        |
|                                | Duque de Caminha                 | D. Filipe II 14 de Dezembro de 1620       | D. Miguel Luís de Menezes, 6.º Marquês de Vila Real                                                            | D. Filipe III 31 de Dezembro de 1637 | em vida        | extinto (1641)                                                 | [ 15 ]        |
|                                | Duque de Cadaval                 | D. João IV 26 de Abril de 1648            | D. Nuno Álvares Pereira de Melo, 4.º Marquês de Ferreira e 5.º Conde de Tentúgal                               | nato                                 | em vida        | D. Diana Álvares Pereira de Melo                               | [ 16 ]        |
|                                | Duque de Lafões                  | D. João V 17 de Fevereiro de 1718         | D. Pedro Henrique de Bragança, 3.º Marquês de Arronches                                                        | nato                                 | juro e herdade | D. Miguel Bernardo de Bragança                                 | [ 17 ]        |
|                                | Duque da Terceira                | Regente D. Pedro IV 8 de Novembro de 1832 | Marechal António de Sousa Manuel de Meneses, 1.º Marquês e 7.º Conde de Vila Flor                              | nato                                 | juro e herdade | D. Lourenço da Bandeira Manoel de Vilhena de Freitas           | [ 18 ]        |
|                                | Duque de Saldanha                | D. Maria II 4 de Novembro de 1846         | Marechal João Carlos de Saldanha Oliveira e Daun, 1.º Marquês de Saldanha                                      | D. Luís I 30 de Outubro de 1862      | juro e herdade | D. José Augusto de Saldanha Oliveira e Daun                    | [ 19 ] [ 20 ] |
| Marquesados                    |                                  |                                           | |                                      |                |                                                                |               |
|                                | Marquês de Valença               | D. Afonso V 11 de Outubro de 1451         | D. Afonso de Bragança, 4.º Conde de Ourém                                                                      | D. João V 10 de Março de 1716        | juro e herdade | D. Fernando Patrício de Portugal de Sousa Coutinho             | [ 21 ]        |
|                                | Marquês de Vila Real             | D. Afonso V 1 de Março de 1489            | D. Pedro de Meneses, 3º Conde de Vila Real                                                                     | nato                                 | juro e herdade | extinto (1641)                                                 | [ 22 ]        |
|                                | Marquês de Gouveia (1.ª Criação) | D. Filipe I 12 de Setembro de 1582        | D. Manrique da Silva, 6º Conde de Portalegre e Mordomo-Mor                                                     | D. João IV 23 de Agosto de 1645      | juro e herdade | extinto (1759)                                                 | [ 23 ]        |
|                                | Marquês de Cascais               | D. João IV 19 de Novembro de 1643         | D. Álvaro Pires de Castro e Sousa, 6.º Conde de Monsanto                                                       | nato                                 | em vida        | extinto (1745)                                                 | [ 24 ]        |
|                                | Marquês de Arronches             | Regente D. Pedro 27 de Abril de 1674      | D. Henrique de Sousa Tavares, 3.º Conde de Miranda do Corvo e 28º Senhor da Casa de Sousa                      | D. João V 30 de Junho de 1738        | juro e herdade | D. Miguel Bernardo de Bragança                                 | [ 25 ]        |
|                                | Marquês de Angeja                | D. João V 21 de Janeiro de 1714           | D. Pedro de Menezes Noronha de Albuquerque, Vice-Rei da Índia e do Brasil, 2º Conde e 13º Senhor de Vila Verde | Regente D. João 13 de Maio de 1804   | juro e herdade | extinto (1833)                                                 | [ 26 ]        |
|                                | Marquês de Abrantes              | D. João V 24 de Junho de 1718             | D. Rodrigo Anes de Sá Almeida e Meneses, 3.º Marquês de Fontes                                                 | nato                                 | juro e herdade | D. José de Lencastre e Távora                                  | [ 27 ]        |
|                                | Marquês de Lavradio              | D. José I 18 de Outubro de 1753           | D. António de Almeida Soares Portugal, 4.º Conde de Avintes                                                    | Regente D. João 1 de Julho de 1810   | juro e herdade | D. Jaime de Almeida                                            | [ 28 ]        |
| Condados                       |                                  |                                           | |                                      |                |                                                                |               |
| Armas da Casa de Bragança      | Conde de Barcelos                | D. Dinis I 8 de Maio de 1298              | D. João Afonso Teles de Meneses, 4.º Senhor de Albuquerque                                                     | nato                                 | juro e herdade | D. Duarte Pio de Bragança                                      | [ 29 ]        |
| Armas da Casa de Bragança      | Conde de Ourém                   | D. Fernando I 31 de Dezembro de 1370      | D. João Afonso Telo de Meneses, 4º Conde de Barcelos                                                           | nato                                 | juro e herdade | D. Duarte Pio de Bragança                                      | [ 30 ]        |
| Armas da Casa de Bragança      | Conde de Arraiolos               | D. Fernando I 31 de Dezembro de 1371      | D. Álvaro Pires de Castro                                                                                      | nato                                 | juro e herdade | D. Duarte Pio de Bragança                                      | [ 31 ]        |
|                                | Conde de Odemira                 | Regente D. Pedro 9 de Outubro de 1446     | D. Sancho de Noronha                                                                                           | nato                                 | juro e herdade | extinto (1669)                                                 | [ 32 ]        |
|                                | Conde de Monsanto (1.ª Criação)  | D. Afonso V 21 de Maio de 1460            | D. Álvaro de Castro                                                                                            | nato                                 | juro e herdade | extinto (1745)                                                 | [ 33 ]        |
| Armas dos Condes de Faro       | Conde de Faro                    | D. Afonso V 22 de Maio de 1469            | D. Afonso de Bragança, 2º Conde de Odemira jure uxoris                                                         | nato                                 | juro e herdade | extinto (séc. XVII)                                            | [ 34 ]        |
|                                | Conde de Penela                  | D. Afonso V 24 de Outubro de 1471         | D. Afonso de Vasconcelos e Meneses                                                                             | nato                                 | em vida        | extinto (1543)                                                 | [ 35 ]        |
|                                | Conde de Alcoutim                | D. Manuel I 15 de Novembro de 1496        | D. Fernando de Meneses                                                                                         | nato                                 | juro e herdade | extinto (1641)                                                 | [ 36 ]        |
|                                | Conde de Valença                 | D. Manuel I 12 de Dezembro de 1499        | D. Fernando de Meneses, 1.º Conde de Alcoutim                                                                  | nato                                 | juro e herdade | extinto (1641)                                                 | [ 37 ]        |
|                                | Conde de Tentúgal                | D. Manuel I 1 de Janeiro de 1504          | D. Rodrigo de Melo, depois 1.º Marquês de Ferreira                                                             | nato                                 | juro e herdade | D. Rosalinda Álvares Pereira de Melo                           | [ 38 ]        |
| Armas dos Condes de Vimioso    | Conde de Vimioso                 | D. Manuel I 2 de Fevereiro de 1515        | D. Francisco de Portugal                                                                                       | nato                                 | juro e herdade | D. Fernando Patrício de Portugal de Sousa Coutinho             | [ 39 ]        |
| Armas dos Condes de Assumar    | Conde de Assumar (1.ª Criação)   | D. Filipe III 30 de Março de 1630         | D. Francisco de Melo                                                                                           | D. Filipe III 22 de Março de 1638    | em vida        | extinto (1640)                                                 | [ 40 ]        |
| Armas do Conde de Óbidos       | Conde de Óbidos                  | D. Filipe III 22 de Dezembro de 1636      | D. Vasco Mascarenhas, Vice-Rei da Índia e do Brasil                                                            | D. João IV 19 de Maio de 1646        | juro e herdade | D. Kristian de Vasconcelos e Sousa                             | [ 41 ]        |
| Armas dos Condes de Évoramonte | Conde de Évoramonte              | Regente D. João 2 de Outubro de 1797      | Manuel de Godoy, Príncipe da Paz                                                                               | nato                                 | juro e herdade | Luis Carlos Ruspoli y Sanchiz, 6.º Duque de Sueca              | [ 42 ]        |
| Armas dos Condes da Moita      | Conde da Moita                   | D. João VI 9 de Julho de 1824             | José António de Aragón Azlor, 13.º Duque de Villahermosa                                                       | D. João VI 13 de Maio de 1825        | juro e herdade | Álvaro de Urzáiz y Azlor de Aragón, 19.º Duque de Villahermosa | [ 43 ]        |
| Armas do Conde de Óbidos       | Conde da Carreira                | D. Luís I 1 de Janeiro de 1862            | Luís António de Abreu e Lima, 1.º Visconde da Carreira                                                         | D. Luís I 31 de Outubro de 1862      | em vida        | extinto (1956)                                                 | [ 44 ]        |